# Drahînea, Muncaci
Drahînea (în ucraineană Драгиня) este un sat în comuna Zneațovo din raionul Muncaci, regiunea Transcarpatia, Ucraina.

## Demografie
Componența lingvistică a localității Drahînea
     Ucraineană (97,64%)
     Maghiară (1,45%)
     Alte limbi (0,36%)
Conform recensământului din 2001, majoritatea populației localității Drahînea era vorbitoare de ucraineană (97,64%), existând în minoritate și vorbitori de maghiară (1,45%).